# Plataneros de Corozal
Los Plataneros de Corozal son un equipo de voleibol de tradición y pertenecen a un grupo de franquicias deportivas en Puerto Rico que tienen asegurado un sitial en la historia del deporte puertorriqueño. En la isla del encanto no sería posible hablar de voleibol sin mencionar la rica historia de los Plataneros y de sus famosas hermanas; Pinkin. Corozal es reconocido como la capital del voleibol puertorriqueño. En sus cuarenta y dos temporadas los Plataneros de Corozal han acumulado un total de nueve campeonatos, doce subcampeonatos, veintiún finales y dos participaciones en el Mundial de Clubes de la FIVB.

## Historia
- Época de Oro

Los Plataneros de Corozal hicieron su debut en la Liga de Voleibol Superior Masculino en el año 1970. El equipo platanero fue fundado por el Sr. Juan García y el licenciado Blas Marrero quién fuese también su primer apoderado. El equipo tuvo su primer dirigente en la figura de Abraham Ramírez quien estuvo siete años al mando del equipo platanero. En su primera temporada el equipo obtuvo solo dos victorias, ya para el año 1971 y bajo un nuevo apoderado, el Sr. Manuel Nevares, Corozal obtuvo seis victorias y contó con la participación del emblemático Júlio Figueroa y Tomás Martínez. Entre los años 1972 y 1975 el equipo fue creciendo y mejorando su nivel competitivo aunque sin conseguir campeonato alguno, ya para el año 1976 el equipo entró a su primera semifinal eliminando a Yauco en cuatro juegos y pasando al mismo tiempo a su primera final frente a los Mets de Guaynabo contra quienes se perdió en un séptimo juego en Caguas. Luego de esa serie final Corozal encadenó una seguidilla de 12 años de gloria (1976 al 1987)en los que clasificó consecutivamente a todas las series finales, obteniendo siete campeonatos (1977, 1978, 1979, 1980, 1982, 1984 y 1987) y cinco subcampeonatos. 
- Periodo de Declive

Luego de esos años de gloria el equipo de Corozal entró en el periodo más lúgubre de su historia en el cual estuvo 21 años sin ganar un campeonato a pesar de haber llegado a la serie final en seis ocasiones diferentes, todas siendo derrotados. 
- La Nueva Era

En el año 2006 el equipo fue adquirido por el Sr. Miguel González quién un año más tarde compró la franquicia de los Vaqueros de Bayamón y la fusionó al núcleo de jugadores de la edición 2006 de los Plataneros,en esta movida llegaron a Corozal varios jugadores importantes, entre ellos: Juan Figueroa, Enrique Escalante, Ezequiel Cruz, Gabriel Acevedo y Dimar López, de ahí el equipo sufrió una mejoría considerable que los llevó a la semifinal 2007 en la que fueron eliminados por los Changos de Naranjito. Para la temporada 2008 el equipo adquirió vía cambio al acomodador de los Patriotas de Lares, Fernando Morales, movida que resultaría muy beneficiosa para la franquicia que junto al trío de importados compuesto por Paul Lotman, David Mackienzie y Juan Pablo Porello alcanzó la serie final 2008 contra los Patriotas de Lares.En dicha final los Plataneros ganarían el título y repetirían en la temporada 2009-2010. Con estos dos campeonatos consecutivos el equipo retomó su posición de "dinastía" en el voleibol de Puerto Rico. Para la temporada 2010 donde se jugó sin refuerzos los Plataneros tuvieron un gran núcleo de jugadores nativos que guiaron al club hasta la final. Por tercera ocasión consecutiva los Plataneros alcanzaban la final pero fueron derrotados por los Gigantes de Carolina, de esa manera Corozal quedó subcampeón por decimosegunda ocasión en su historia. La temporada 2011 de los Plataneros comenzó de la peor forma posible ya que el apoderado acababa de ser diagnosticado con cáncer, esto junto al retiro de varios auspiciadores claves el equipo se vio sumido en una crisis económica y a solo meses del torneo el dueño anunciaba que le entregaría la franquicia a la Federación Puertorriqueña de Voleibol. Esto significaba que el pueblo de Corozal perdería por primera vez en su historia a su equipo de voleibol, ante este panorama el Dr. Wilmer Rodríguez anuncia a la Federación que estaría haciéndose cargo de la administración del equipo mientras que el Sr. Miguel González retenía los derechos del Club, esta relación no rindió frutos y culminó con la entrega del equipo a la Federación. El Club culminó la temporada 2011 sumido en las deudas económicas con los jugadores y con problemas internos, aun así logró alcanzar la semifinal contra los Patriotas de Lares y fueron eliminados en el séptimo y decisivo partido.

## Uniforme 2012-13
- Uniforme de local: camiseta amarilla y azul con pantalón azul
- Uniforme de visitante: camiseta verde con pantalón blanco

| Local 2012-13 | Visita 2012-13 |

## Plantilla 2015

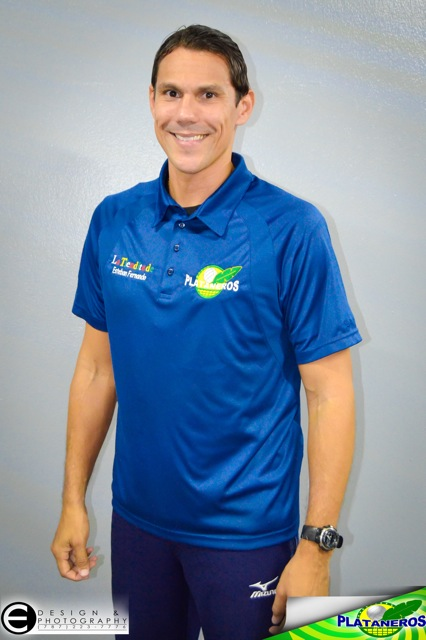
Monchito es el director Técnico de los Plataneros de Corozal desde la temporada 2012 y exjugador del Club por espacio de 10 temporadas.

| #                    | Nombre           | F. Nacimiento           | Estatura | Origen      | Co | Re | Ce | Op | Li |
| -------------------- | ---------------- | ----------------------- | -------- | ----------- | -- | -- | -- | -- | -- |
| 3                    | José Ribas       | 31 de diciembre de 1991 | N/A m    | Puerto Rico |    |    | x  |    |    |
| 4                    | Ulises Maldonado | 15 de enero de 1989     | N/A m    | Puerto Rico |    |    |    | x  |    |
| 5                    | Fernando Morales | 14 de diciembre de 1992 | N/A m    | Puerto Rico | x  |    |    |    |    |
| 10                   | Ezequiel Cruz    | 15 de julio de 1986     | N/A m    | Puerto Rico |    | x  |    |    |    |
| 12                   | Marcos Liendo    | 8 de noviembre de 1989  | N/A m    | Venezuela   |    |    |    |    | x  |
| 18                   | Omar Rivera      | 13 de junio de 1989     | N/A m    | Puerto Rico |    |    | x  |    |    |
| Reserva Estudiantil: |                  |                         |          |             |    |    |    |    |    |
|                      | Enrique Vega     | 19 de junio de 1994     | N/A m    | Puerto Rico |    | x  |    |    |    |
|                      | Luis Bertran     | 22 de agosto de 1994    | N/A m    | Puerto Rico |    |    |    |    | x  |
| Reserva Juvenil:     |                  |                         |          |             |    |    |    |    |    |
| 8                    | Abdiel Rivera    | 13 de abril de 1995     | N/A m    | Puerto Rico | x  |    |    |    |    |
| 2                    | Cristian Resto   | 14 de marzo de 1994     | N/A m    | Puerto Rico |    |    | x  |    |    |
| 15                   | Jair Santiago    | 24 de agosto de 1995    | N/A m    | Puerto Rico |    |    |    | x  |    |
| 13                   | Juan C Ribas     | 8 de septiembre de 1993 | N/A m    | Puerto Rico |    |    |    |    | x  |
| Cuerpo Técnico:      |                  |                         |          |             |    |    |    |    |    |
| Ramón Hernández      |                  | N/A                     | PUR m    |             |    |    |    |    |    |
| Asistente/Trainer    | Enrique Pérez    |                         | N/A m    | Puerto Rico |    |    |    |    |    |
| Terapista            | Juan Negrón      |                         | N/A m    | Puerto Rico |    |    |    |    |    |
| Estadístico          | Carlos Almeyda   |                         | N/A m    | Puerto Rico |    |    |    |    |    |

## Torneo nacional (LVSM)

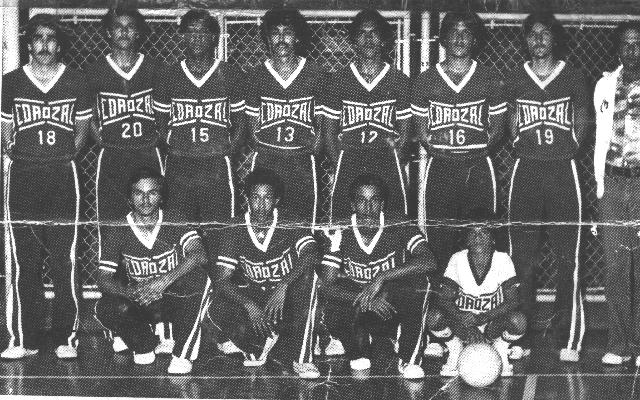
Primer equipo campeón de los Plataneros de Corozal en el año 1977.

Campeonatos (9)
- campeón en 1977
- campeón en 1978
- campeón en 1979
- campeón en 1980
- campeón en 1982
- campeón en 1984
- campeón en 1987
- campeón en 2008
- campeón en 2009

Subcampeonatos (12)
- subcampeón en 1976
- subcampeón en 1981
- subcampeón en 1983
- subcampeón en 1985
- subcampeón en 1986
- subcampeón en 1990
- subcampeón en 1991
- subcampeón en 1992
- subcampeón en 1993
- subcampeón en 1994
- subcampeón en 2004
- subcampeón en 2010

## Torneos internacionales
Campeonato Mundial de Clubes de la FIVB (2)
- quinto lugar en 1992
- quinto lugar en 2009

## Jugadores históricos de los Plataneros de Corozal

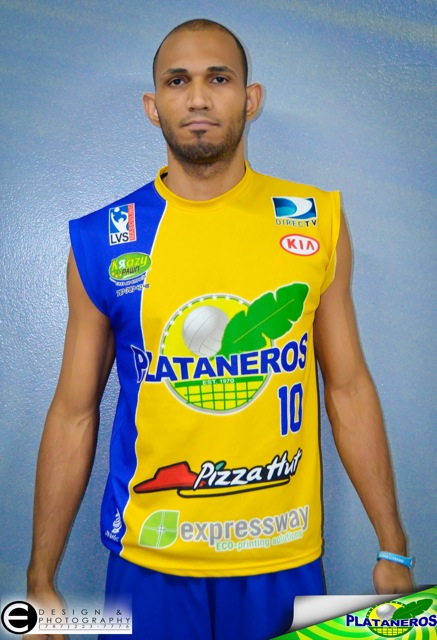
Ezequiel Cruz, el jugador más antiguo del Club, defiende los colores de Corozal desde el 2007 y es uno de los rematadores de la Selección Nacional Masculina de Voleibol de Puerto Rico.

| - Júlio Figueroa - Iván Muñiz - Cesar Muñiz - "Papa" Reyes - Tomás Martínez - Rubén Martínez - Jesús "Kiki" Rivera - Patricio Morales - David Donate | - José Quiñones - Riley Salmon - Ramón "Monchito" Hernández - Samuel Fuchs - Marcos Milinkovic - Fernando Morales - David Mckienzie - Paul Lotman |  | - Casey Patterson - Ezequiel Cruz |

## Hogar
- Los Plataneros de Corozal juegan en el histórico coliseo, Carmen Zoraida Figueroa. Este Coliseo lleva el nombre de una de las jugadoras más famosas de las Pinkin de Corozal; equipo femenino de dicho pueblo. Esta gran jugadora sufrió un fatal desenlace cuando el avión en el cual viajaba luego de representar a Puerto Rico en una competencia internacional en la República Dominicana se estrelló en el mar. Dado a sus grandes ejecutorias en el voleibol y en un merecido reconocimiento el pueblo de Corozal bautizó a la "casa" de sus equipos con su nombre; Carmen Zoraida Figueroa. Para la temporada 2011 los Plataneros de Corozal se mudaron temporeramente al coliseo José "Pepe" Huyke del municipio de Morovis ya que la cancha Carmen Zoraida Figueroa estaba en proceso de una remodelación que incluyó sistema de aire acondicionado y expansión del número de asientos disponibles aumentando así su capacidad. Para la temporada 2012 el Coliseo abrió nuevamente sus puertas y recibió a cerca de 3,000 seguidores para su inauguración contra los Changos de Naranjito.

## Fanaticada
- Si por algo son conocidos los Plataneros de Corozal aparte de su buen voleibol es por su gran fanaticada. El pueblo de Corozal tiene el honor de poder decir que alberga a los mejores fanáticos del voleibol en todo Puerto Rico y probablemente una de las mejores fanaticadas de voleibol en todo el mundo. Estos fanáticos de Corozal son conocidos por su muestras pintorescas de apoyo a su equipo la cual envuelve el uso de malas palabras, indumentaria tales como banderas, camisas, bandanas, pintura corporal y artefactos de sonido. Entre otras cosas los fanáticos de Corozal han tenido una serie de animadores destacados como se puede recordar a los hermanos "Minga Y Petraca" , los cabezudos, el payaso y más recientemente "Bompy". Los fanáticos de Corozal también se distinguen por seguir a su equipo a los juegos fuera del pueblo, incluso en ocasiones llevan más fanaticada en sus juegos de visitante que los equipos locales respectivamente. Tradicionalmente se menciona a la fanaticada de los Plataneros como una muy acalorada,apasionada, y temeraria ya que en muchos juegos se ha desatado violencia y ciertamente esta pasión por su equipo en ocasiones provoca que se aviven los ánimos contra fanáticos de los equipos contrarios pero en general estos son casos aislados que de una u otra forma pertenecen al folclore de los Plataneros y del pueblo de Corozal.

## Rivalidades
- Naranjito

Los Plataneros de Corozal junto a sus eternos rivales; los Changos de Naranjito forman la rivalidad de mayor tradición tanto en el voleibol como en cualquier otro deporte de Puerto Rico. La rivalidad entre estos dos equipos tiene varios factores, entre estos podemos destacar el hecho de que son las dos franquicias más exitosas en la historia del voleibol masculino puertorriqueño, por tanto se han visto las caras en muchas series finales. Otro factor es el hecho de que son municipios limítrofes con una distancia promedio de 20 minutos entre ambos pueblos. Finalmente se puede destacar que las fanaticadas de ambos equipos son muy numerosas y comparten cierta animosidad entre sí.
- Lares

Los Patriotas de Lares junto a los Plataneros de Corozal escenificaron durante la década de los 80' una de las mayores rivalidades jamás vistas en Puerto Rico en deporte alguno. En dicha década ambos equipos se encontraron en las series finales un total de cuatro ocasiones corridas (1980-1983) donde ambos equipos dividieron honores. En el año 2008 ambos equipos se volvieron a encontrar en la serie final la cual dominaron los Plataneros para así adjudicarse su octavo cetro nacional y así terminar con una sequía de 21 años sin ganar el título más preciado. En el año 2010 los Plataneros eliminaron a los Patriotas de Lares en las semifinales para así clasificar a su tercera final consecutiva, finalmente en el año 2011 los Plataneros de Corozal volvieron a toparse con los Patriotas y nuevamente en las semifinales, esta vez fueron los Patriotas quienes eliminaron a los Plataneros en el séptimo juego de la serie celebrado en la cancha Mario Quijote Morales de Guaynabo.

## Calendario 2015
- Pronto